# Travis Logie
Travis Logie es un surfista profesional nacido el 11 de mayo de 1979 en Durban, KwaZulu-Natal, Sudáfrica. Es conocido también como Trent, dentro del mundo del surf.

## Carrera profesional
2002 fue un año muy importante para el surf de Travis Logie. En junio de ese mismo año, Logie lideró a su país, Sudáfrica, en el Campeonato del Mundo de surf de la ISA, celebrado en North Beach, Durban, su ciudad natal. Logie conquistó la medalla de oro en la Open Division y tuvo una destacada actuación en Jeffreys Bay.
Dos años más tarde, en 2004, debuta en las WQS y en 2005 hace lo propio en el ASP World Tour. En ese año, Logie eliminó a Kelly Slater en el Nova Schin Festival de Florianópolis, Brasil, en la 4ª ronda, ambos surfistas patrocinados por la gigantesca Quiksilver.
Hasta el momento no ha conseguido ninguna victoria en el WCT, siendo esa actuación en Brasil, su resultado más destacado en el ASP World Tour.